# Głupczów
Głupczów – wieś w Polsce położona w województwie małopolskim, w powiecie miechowskim, w gminie Racławice.
W latach 1975–1998 miejscowość administracyjnie należała do województwa kieleckiego. Integralne części miejscowości: Parcelacja, Stara Wieś.